# تقدم آرامی

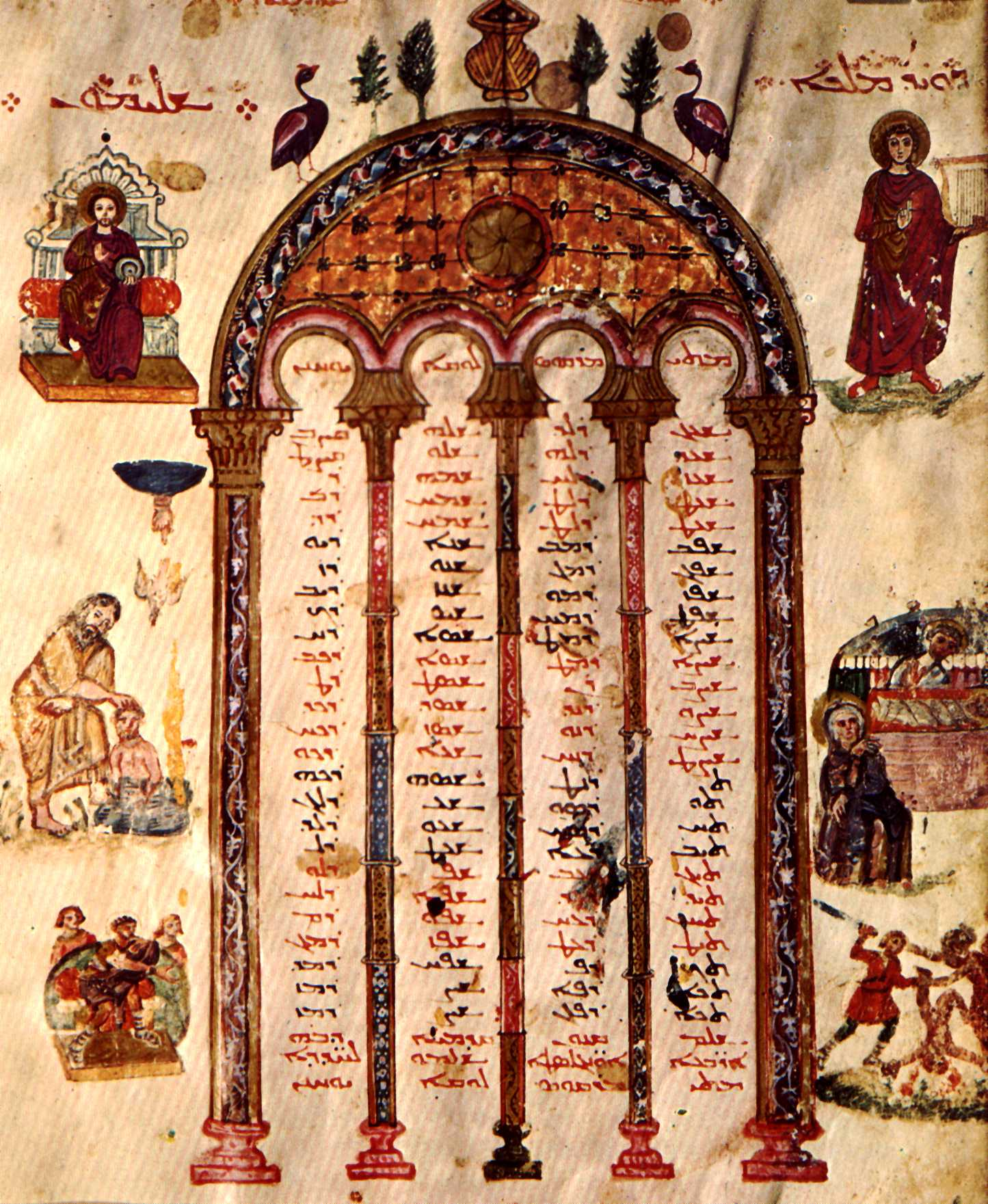
دستنوشته‌ای از پشیطتا، اصیل ترین انجیل، از دید برخی معتقدین به تقدم آرامی

تقدم آرامی، نگاهی است که معتقد است با در نظر گرفتن آنکه زبان مادری عیسی مسیح لهجه‌ای از آرامی بوده‌است، عهد جدید مسیحی یا منابع آن در ابتدا به زبان آرامی نگاشته شده‌است. عموماً این نظریه در میان دانشمندان کتاب مقدس در اقلیت قرار دارد. این نظریه در مقابل نظریه غالب است که معتقد به تقدم یونانی است.